# Очёр
Очёр — город районного подчинения в Пермском крае России. 
Административный центр Очёрского района и Очёрского городского округа. Население — 14 294 чел. (2023). Поселение основано в 1759 году в связи со строительством Очёрского завода Строгановых. С 1929 года получил статус посёлка городского типа, с 1950 года — статус города. В 2004 году получил статус городского поселения в составе Очёрского муниципального района. В 2019 году муниципальный район и все входящие в него поселения объединены в единое муниципальное образование — Очёрский городской округ.

## География
Город расположен на реке Очёр (приток Камы), в 125 км к западу от Перми, в 23 км от ближайшей магистральной железнодорожной станции Верещагино и в 30 км от пристани на реке Кама — села Таборы.

## История
Существует несколько версий происхождения названия города. Название Очёр могло произойти от древнего коми-пермяцкого «ош» — медведь и «шор (чёр)» — ручей. Именно поэтому на гербе города изображен бурый медведь. Действительно, леса этого района богаты этим животным. В рамках другой версии название «Очёр» происходит из татарского языка. В 1596 году царь Федор Иванович своей грамотой даровал башкирам земли по реке Очер (Отчер), а в 1672 году царь Алексей Михайлович подтвердил права башкир на эти земли. Царские грамоты появились не случайно, так как башкиры давно обитали на очёрских территориях. Очевидно, что башкиры называли реку «Очером» ещё до 1596 года, что с татарского языка переводится как «оконечность, окраина, край рода». Действительно, башкирское племя Гэйнэ, языком общения которого являлся татарский язык, по реке Очёр владело землями, граничившими с угодьями других родо-племенных организаций.
Долина реки Очёр начала заселяться русскими ещё с XVI века. К этому времени относится основание укреплённого Очерского острожка (ныне — село Острожка).
Поселение основано в 1759 году в связи со строительством Очёрского чугунолитейного и железоделательного завода Строгановых. Граф П. А. Строганов называл себя в Якобинском клубе именем Гражданин Очёр, придуманном по названию принадлежавшего тогда Строгановым Очёра. В 1918 году на базе мощностей завода, а также оборудования других предприятий был создан Очёрский машиностроительный завод, выпускающий бульдозеры, трубоукладчики, штанги глубинно-насосные и др. Кроме машзавода промышленность города представлена литейномеханическим заводом, малым предприятием «Мебель» (пиломатериалы, мебель, столярные изделия), пищекомбинатом, хлебокомбинатом, молокозаводом. Среднесписочная численность промышленно-производственного персонала на предприятиях сокращается. Местное значение имеют предприятия агропромышленного комплекса, перерабатывающие сельскохозяйственное сырьё и производящие продукты питания — хлебокомбинат, пищекомбинат, а также предприятия, обслуживающие сельское хозяйство. В пригороде Очёра сосредоточены месторождения гравия, торфа, имеются выходы содовых вод.
В 1924 году был образован Очёрский район. 25 февраля 1929 года Очёр получил статус посёлка городского типа, 19 июня 1950 года — статус города.

## Цифровое эфирное телевещание
С ноября 2015 года в Очёре на 40 ДМВ-канале (626 МГц) ведётся цифровое эфирное телевещание первого мультиплекса РТРС-1.
Вещание ведётся в стандарте DVB-T2.

## Население
| 1896    | 1931    | 1959    | 1970    | 1979    | 1989    | 1992    | 1996    | 1998    |
| ------- | ------- | ------- | ------- | ------- | ------- | ------- | ------- | ------- |
| 3500    | ↗5800   | ↗14 000 | ↗15 400 | ↘14 800 | ↗16 400 | ↘15 800 | ↘15 500 | ↗15 600 |
| 2000    | 2001    | 2002    | 2003    | 2005    | 2006    | 2007    | 2008    | 2009    |
| ↘15 400 | ↘15 200 | ↗15 563 | ↗15 600 | ↘15 300 | ↘15 100 | →15 100 | →15 100 | ↘15 062 |
| 2010    | 2011    | 2012    | 2013    | 2014    | 2015    | 2016    | 2017    | 2018    |
| ↘14 238 | ↘14 200 | ↘14 188 | ↘14 088 | ↘14 051 | ↗14 091 | ↗14 151 | ↗14 240 | ↘14 226 |
| 2019    | 2020    | 2021    | 2023    |         |         |         |         |         |
| ↗14 237 | ↘14 186 | ↗14 385 | ↘14 294 |         |         |         |         |         |

На 1 января 2025 года по численности населения город находился на 800-м месте из 1124 городов Российской Федерации.

## Экология
Река Очёр издавна используется для водоснабжения города. В настоящее время в городе работает Очёрская ГЭС (400 кВт). Водные ресурсы пригорода дополняет Очёрский пруд (создан в 1761 году), используемый для организации прудового рыбного хозяйства. В него впадают реки Лужковая, Травная, Чёрная, Берёзовка. Вблизи левого берега имеется остров. Глубина пруда от 2 до 11 м. Водится лещ, язь, окунь, плотва, щука. До 1956 года вёлся рыбный промысел.
Сосновые боры вокруг города являются искусственными насаждениями эталонных лесов, созданными Александром Ефимовичем и Фёдором Александровичем Теплоуховыми в 1881—1908 годах. Они относятся к числу историко-природных охраняемых комплексов.
К достопримечательностям города относятся солнечные часы (1885 г.), а также памятник ископаемому животному — иностранцевии.

## Известные уроженцы и жители
- Каменских, Иван Михайлович (род. 3 февраля 1946 года) — первый заместитель генерального директора — директор Дирекции по ядерному оружейному комплексу ГК «РосАтом».
- Малков, Филипп Михайлович (1889—1975) — организатор Очёрского краеведческого музея (1940—1941 гг.), автор книги «В старом Очёре»(1959), учитель-краевед.
- Мотовилов, Герман Петрович (1902—1974) — советский государственный деятель, министр лесного хозяйства СССР (1947—1948).
- Носков, Николай Михайлович (1902—1966) — Герой Советского Союза.
- Прядильщиков, Фёдор Афанасьевич (1811—1870) — летописец и краевед.
- Сологуб, Георгий Павлович (1923—2002) — видный педагог в области трудового воспитания и обучения, Заслуженный учитель РСФСР, Герой Социалистического труда (1983). В городе более 20 лет возглавлял спецшколу, где успешно применил подходы трудового воспитания и обучения.
- Топоров, Адриан Митрофанович (1891—1984) — педагог, писатель, публицист, музыкант, эсперантист и общественный деятель (1932—1936).
- Хренов, Аркадий Фёдорович (1900—1987) — генерал-полковник инженерных войск, Герой Советского Союза.

## Галерея
- Жилые дома
- Очёрский пруд
- Солнечные часы
- Памятник жертвам Революции
- Мемориал жертвам Великой Отечественной войны
- Памятники Рабочим, Труду и Очёрскому машиностроительному заводу в Очёрском пруду
- Памятник с именной капсулой подводнику Чудинову А. С.
- Старообрядческая церковь
- Михайло-Архангельская церковь
- Очёрский краеведческий музей
- Слив плотины Очёрского пруда